# ドック型揚陸艦

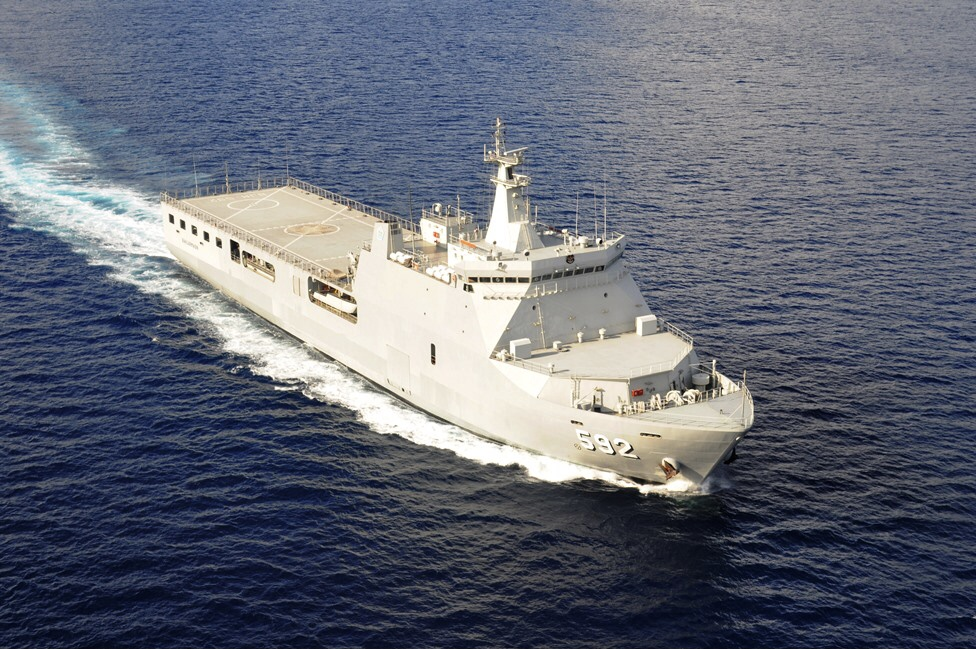
インドネシアのマカッサル級揚陸艦(KRI Banjarmasin)

ドック型揚陸艦（ドックがたようりくかん、英語: Dock landing ship）は、上陸用舟艇のためのウェルドックを有する揚陸艦の艦種。アメリカ海軍ではLSD（Landing ship, dock）の分類記号を付与している。後には、LSDを元に輸送能力と航空運用能力を強化したドック型輸送揚陸艦（Landing Platform Dock: LPD）も登場しており、現在ではこちらの系列が主流になりつつある。特にLPDは、LSDをもとに輸送揚陸艦（LPA）や貨物揚陸艦（LKA）の機能を統合したものであり、ある程度の汎用性を備えることから、強襲揚陸艦の一種あるいはその先取りとして捉えられることもある。

## 歴史
1940年のダイナモ作戦による海外派遣軍撤退直後から、イギリスのチャーチル首相は大陸反攻を目指しており、同国海軍は両用戦艦艇の整備を急ぐこととなった。首相は部隊に重装備を保有させる必要性を認識しており、まずは戦車を搭載できる上陸用舟艇として戦車揚陸艇（TLC）の開発が進められたが、その航洋性は限定的であった。この問題に対し、ドナウ川で使うために考案されていた艀輸送船から着想を得て、航洋性の自航装置を取り付けた浮ドックに多数のTLCを収容して輸送するという発想で創出されたのがTLC母艦（TLC carrier: TLC-C）であった。イギリスにおける造艦能力の限界から、実際の建造はアメリカ合衆国で行われた。当初は偽装名として機械化輸送艦（mechanized transport: APM）と称されていたが、1942年7月の艦種呼称の変更に伴ってLSDと称されるようになり、初の実用艦はアシュランド級として1943年6月より順次に就役を開始した。
ヘリコプターの発達とともに、水陸両用作戦におけるヘリボーン戦術の活用が模索されるようになり、そのための母艦として攻撃輸送艦（APA）にヘリ空母としての機能を統合した改良型（APA-M）が構想されて、後にヘリコプター揚陸艦（LPH）として結実した。これと並行して攻撃貨物輸送艦（AKA）の改良型（AKA-M）も構想されるようになり、これがLPDとして結実することになった。人員を輸送するAPAと車両・貨物を輸送するAKAとが連携していたようにLPHとLPDを補完的に運用する構想であり、まずは同世代のLSDを元にウェルドックを縮小して輸送能力と航空運用能力を強化したローリー級が開発されて、1962年より就役を開始した。
アメリカ海軍では、その後、LPDを元に全通飛行甲板を付した、あるいはLPHにLSDの機能を統合した艦種としてLHA (Landing helicopter assault) が登場したものの、その優れた航空運用能力を活用できるよう、舟艇による重装備の揚陸を分担するため、LPD・LSDの運用も継続された。なおアメリカ海軍では、LSDからLPDが分化したあとはそれぞれ別系統として整備してきたが、ホイッドビー・アイランド級の後期建造艦はLSDながらもドックを短縮して輸送能力を強化したほか、同級の後継にはLPDであるサン・アントニオ級の改型が採用されており、LSDのLPDへの統合が進んでいくものと見られている。

## 設計

### 特殊装置
その名の通り、LSD・LPDを特徴づけるのがウェルドックである。これは艦内に設けた上陸用舟艇の格納庫に注水・排水の機能を持たせたもので、舟艇に人員・装備を搭載した状態で漲水することにより、極めて効率的で迅速な出撃が可能となる。
ウェルドックを有する揚陸艦では、注排水が可能なバラストタンクを艦尾に確保していることがほとんどであり、ドックを使用する場合はまずバラストタンクに注水して艦尾を沈下させたうえで、ドックに注水することになる。在来型舟艇の発進のために必要なドック内の水深は最低2メートル程度を確保するよう船体を沈める必要から、戦車揚陸艦よりも更に大容量のバラストタンクやポンプが必要となり、バラスト水は旧式のLPDでも6,000トンに達する。一方、運用する舟艇をLCACに限る場合はドックの底面を海面と同じ高さにするだけでよく、漲水の必要がないためにバラストタンクやポンプの能力が低くてよいほか、ドック内の自由水が艦の安定性に悪影響を及ぼすこともないという利点がある。
注排水能力に留まらず、ドックの寸法そのものも、運用する舟艇と密接に関連する。特にLCACは、ドックへの注排水能力は低くてよい一方、寸法という点では多くを要求する。例えばLCAC-1級4隻を搭載するホイッドビー・アイランド級（全長185.8メートル）では長さ134.1メートル×幅15.2メートルを確保するのに対し、比較的小型の機動揚陸艇 (LCM62-class) 2隻のみを搭載するサン・ジョルジョ級（全長133.3メートル）では長さ20.5メートル×幅7メートルに留まる。

### 概略配置
LSDは、浮ドックに航洋性の自航装置を取り付けるという発想であった。このため、載荷状態の揚陸艇の搭載を主体としており、それ以外の艦内の載荷量は多くなかった。これに対して、LPDではドックを縮小するかわりに車両甲板や兵員居住区を設けており、輸送能力は大きく向上している。
ドック内の舟艇への乗り降りを考慮して、車両甲板はドックの前方に連続して設けられるが、ドックに注水した際に車両甲板まで浸水することを避けるため、車両甲板はドックの底面よりも1層高くして、両者の間を斜路で結ぶ形となる。入港中、車両甲板に車両を出し入れする作業は岸壁に接岸した状態で実施することから、車両甲板から舷側に通じる通路と舷側の開口部も設けられる。
初期のLSDではドック上方には天井がない暴露状態だったが、まもなくここにも甲板を設けて、軽車両や物資を搭載するスペースとして活用されるようになった。また上記のようにLPDでは航空運用能力が重視されたこともあって、後にここはヘリコプター甲板へと進化し、格納庫を設けた艦も出現している。

## 運用者と艦級一覧
- アメリカ海軍
  - (LSD)
    - アシュランド級ドック型揚陸艦
    - カサ・グランデ級ドック型揚陸艦
    - トーマストン級ドック型揚陸艦
    - アンカレッジ級ドック型揚陸艦
    - ホイッドビー・アイランド級ドック型揚陸艦
    - ハーパーズ・フェリー級ドック型揚陸艦
    - LX(R)（英語版）

  - (LPD)
    - ローリー級ドック型輸送揚陸艦
    - オースティン級ドック型輸送揚陸艦
    - クリーブランド級ドック型輸送揚陸艦
    - トレントン級ドック型輸送揚陸艦
    - サン・アントニオ級ドック型輸送揚陸艦
- イギリス海軍
  - イーストウェイ級揚陸艦
  - フィアレス級揚陸艦
  - アルビオン級揚陸艦
- イギリス海軍補助艦隊
  - ベイ型補助揚陸艦
- イタリア海軍
  - サン・ジョルジョ級揚陸艦[注 2]
  - 「サン・ジュスト」
- インド海軍
  - 旧米オースティン級ドック型輸送揚陸艦「ジャラシュワ」
- インドネシア海軍
  - マカッサル級揚陸艦（英語版）
- オーストラリア海軍
  - ベイ型補助揚陸艦「チョールズ」
- オランダ海軍
  - ロッテルダム
  - ヨハン・デ・ウィット

- 海上自衛隊
  - おおすみ型輸送艦[注 3]
- シンガポール海軍
  - エンデュアランス級揚陸艦
- スペイン海軍
  - ガリシア級揚陸艦
- タイ海軍
  - 改エンデュアランス級揚陸艦「アントン」
  - 071ET型揚陸艦「チャン」
- 大韓民国海軍
  - 独島級揚陸艦[注 4]
- 中華民国海軍
  - 旧米アシュランド級ドック型揚陸艦「東海」
  - 旧米カサ・グランデ級ドック型揚陸艦「中正」「鎮海」
  - 旧米アンカレッジ級ドック型揚陸艦「旭海」
  - 玉山級ドック型輸送揚陸艦
- 中国人民解放軍海軍
  - 071型揚陸艦
- チリ海軍
  - 旧仏フードル級揚陸艦「サルヘント・アルデア」[注 5]
- フィリピン海軍
  - タルラック級揚陸艦（英語版）
- ブラジル海軍
  - 旧仏フードル級揚陸艦「バヒア」
- フランス海軍
  - ウラガン級揚陸艦[注 6]
  - フードル級揚陸艦[注 6]
  - 「ブーゲンビル」
- ロシア海軍
  - イワン・グレン級揚陸艦